# حیات وحش آفریقای جنوبی
حیات وحش آفریقای جنوبی متشکل از گیاگان و زیاگان این کشور واقع در جنوب آفریقا است.

## زیاگان

### پستانداران
حدود ۲۳۰ گونه پستاندار در این کشور زیست می‌کنند که ۱۱ تای آن‌ها از جمله سگ وحشی آفریقایی و گورخر کوهی در خطر انقراض هستند. پستانداران بوم‌زاد شامل غزال جهنده، حشره‌خوار فیلچه‌ای دماغه، کل خاکستری دماغه و کل ابلق هستند.

### پرندگان
بیشتر از ۸۰۰ گونه پرنده در سرتاسر این کشور در طول سال یافت می‌شوند. حدود ۷۲۵ تای این پرندگان ساکن این کشور هستند یا سالانه به آنجا می‌آیند و حدود ۵۰ گونه بوم‌زاد آفریقای جنوبی می‌باشند.